# Lilli-Anne
Lilli-Anne – wieś w Estonii, w prowincji Võru, w gminie Sõmerpalu.